# (73383) 2002 LM8
(73383) 2002 LM8 – planetoida z pasa głównego asteroid okrążająca Słońce w ciągu 3,47 lat w średniej odległości 2,29 j.a. Odkryta 5 czerwca 2002 roku.